# Élections municipales serbes de 2008
Les élections municipales serbes de 2008 (en serbe : Локални избори у Србији 2008. et Lokalni izbori u Srbiji 2008.) ont eu lieu le 11 mai 2008. Le président de l'Assemblée nationale serbe, Oliver Dulić, avait communiqué la date de ces élections le 29 décembre 2007.
Les élections locales serbes, qui ont lieu tous les quatre ans, permettent le renouvellement des assemblées municipales du pays.
La commission internationale chargée d'observer le scrutin a déclaré : « Le jour de l'élection a été marqué par un environnement de vote calme et l'absence d'irrégularités significatives ». Elle a, par ailleurs, formulé un certain nombre de remarques destinées à l'amélioriation de ces élections.

## Belgrade
Nenad Bogdanović, élu maire de Belgrade en 2004, est décédé le 27 septembre 2007, ; il était membre du Parti démocratique. Zoran Alimpić lui a succédé en tant que maire par intérim.
À la suite des élections locales de 2008, l’Assemblée de la ville de Belgrade était composée de la manière suivante :
| Partis                                                                        | Votes   | %      | Sièges |
| ----------------------------------------------------------------------------- | ------- | ------ | ------ |
| Pour un Belgrade européen                                                     | 354 462 | 38,87  | 45     |
| Parti radical serbe                                                           | 316 357 | 34,69  | 40     |
| Parti démocratique de Serbie – Nouvelle Serbie                                | 100 459 | 11,02  | 12     |
| Parti libéral-démocrate                                                       | 62 419  | 6,84   | 7      |
| Parti socialiste de Serbie – Parti des retraités unis de Serbie – Serbie unie | 47 266  | 5,18   | 6      |
| Parti vert                                                                    | 3 738   | 0,41   | -      |
| Mouvement Force de la Serbie                                                  | 2 698   | 0,3    | -      |
| Parti rom de l'union                                                          | 1 452   | 0,16   | -      |
| Partis roms                                                                   | 1 404   | 0,15   | -      |
| Parti radical national - Mouvement national pour Belgrade                     | 1 230   | 0,13   | -      |
| Total des votes valides (participation 58,74 %)                               | 891 485 | 100,00 | 90     |
| Source: Civic Electoral Commission of the City of Belgrade                    |         |        |        |

Le 14 mai 2008, le Parti socialiste de Serbie d’Ivica Dačić, le Parti démocratique de Serbie de Vojislav Koštunica et le Parti radical serbe de Tomislav Nikolić ont décidé de s’unir pour former une majorité à l’Assemblée de la ville de Belgrade. Un accord de coalition a été signé le 28 mai 2008, permettant à Aleksandar Vučić, membre du Parti radical serbe, de devenir le 73e maire de Belgrade.

## Voïvodine

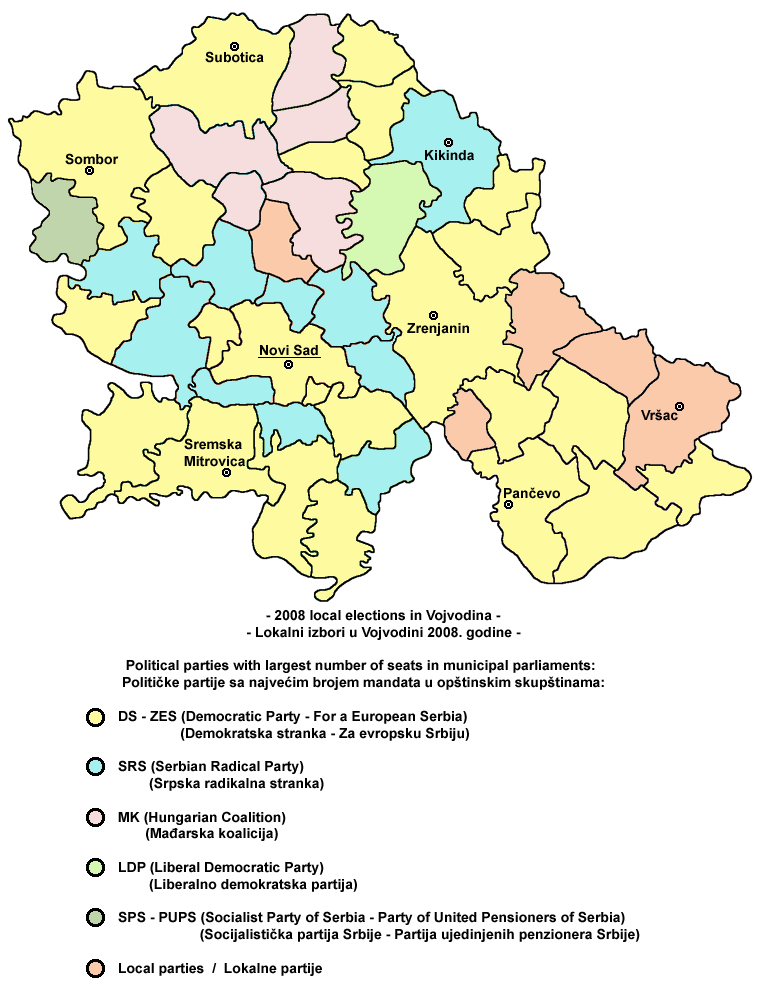